# Liste der Nummer-eins-Hits in Bulgarien (2017)
Diese Liste der Nummer-eins-Hits basiert auf den offiziellen Chartlisten (Българският топ 10 / Световният топ 10) von Prophon, der bulgarischen Musikverwertungsgesellschaft, im Jahr 2017.
Frühere Charts der Bulgarian Association of the Music Producers (BAMP) wurden nach der Ausgabe vom 26. April 2015 eingestellt. Wie bei den früheren Charts wurde bei den Anfang 2017 eingeführten Charts zwischen den Gesamtcharts und einer Auswertung nur mit bulgarischen Interpreten unterschieden. Bis 2015 gab es aber nur Top-5-Listen, ab 2017 wurden die jeweiligen Top 10 bekanntgegeben.

## Singles
| ← 2016 ← | Liste der Nummer-eins-Hits in Bulgarien (Световният топ 10 [internationale Top 10]) | Liste der Nummer-eins-Hits in Bulgarien (Световният топ 10 [internationale Top 10]) | Liste der Nummer-eins-Hits in Bulgarien (Световният топ 10 [internationale Top 10]) | 2018 →                    |
| \| Zeitraum \| Wo. ges. \| Interpret \| Titel Autor(en) \| Zusätzliche Informationen \| \| (Zeitraum, Wochen auf Platz eins, Interpret, Titel, Autor[en], zusätzliche Informationen) \| \| \| \| \| \| ----------------------------------------------------------------------------------------- \| -------- \| ----------------------------------------- \| -------------------------------------------------------------------------------------------------------------------------------------------------------------------------------------- \| ------------------------- \| \| 5. Januar 2017 – 19. Januar 2017 2 Wochen \| 2 \| Clean Bandit feat. Sean Paul & Anne-Marie \| Rockabye Jack Patterson, Steve Mac, Ammar Malik, Ina Wroldsen, Sean Paul Henriques \| – \| \| 20. Januar 2017 – 26. Januar 2017 1 Woche \| 1 \| DJ Volkan Uça feat. Merih Gürlük \| İstanbul \| – \| \| 20. Januar 2017 – 6. April 2017 11 Wochen \| 11 \| Ed Sheeran \| Shape of You Ed Sheeran, Steve Mac, Johnny McDaid, Kandi Burruss, Tameka Cottle, Kevin Briggs \| – \| \| 7. April 2017 – 22. Juni 2017 11 Wochen (insgesamt 12) \| 12 \| Luis Fonsi feat. Daddy Yankee \| Despacito Luis Rodríguez, Erika Ender, Ramón Ayala \| – \| \| 23. Juni 2017 – 29. Juni 2017 1 Woche (insgesamt 4) \| 4 \| Pascal Junior \| Holdin’ On Vlad Pascal Cotan \| – \| \| 30. Juni 2017 – 6. Juli 2017 1 Woche (insgesamt 12) \| 12 \| Luis Fonsi feat. Daddy Yankee \| Despacito Luis Rodríguez, Erika Ender, Ramón Ayala \| – \| \| 7. Juli 2017 – 27. Juli 2017 3 Wochen (insgesamt 4) \| 4 \| Pascal Junior \| Holdin’ On Vlad Pascal Cotan \| – \| \| 28. Juli 2017 – 21. September 2017 8 Wochen \| 8 \| DJ Khaled feat. Rihanna & Bryson Tiller \| Wild Thoughts Jahron Anthony Brathwaite, Khaled Khaled, Robyn Fenty, Bryson Tiller, Jerry Duplessis, Wyclef Jean, Tari, Raul Rekow, Marvin Moore-Hough, Carlos Santana \| – \| \| 22. September 2017 – 5. Oktober 2017 2 Wochen (insgesamt 3) \| 3 \| Dua Lipa \| New Rules Caroline Ailin, Emily Warren, Ian Kirkpatrick \| – \| \| 6. Oktober 2017 – 19. Oktober 2017 2 Wochen (insgesamt 4) \| 4 \| Cnco \| Reggaetón lento (bailemos) Jadan Andino, Luis Angel O’Neill, Jorge I. Rivera, Eric Perez Soto, Yashua Camacho \| – \| \| 20. Oktober 2017 – 26. Oktober 2017 1 Woche (insgesamt 3) \| 3 \| Dua Lipa \| New Rules Caroline Ailin, Emily Warren, Ian Kirkpatrick \| – \| \| 27. Oktober 2017 – 2. November 2017 1 Woche (insgesamt 4) \| 4 \| Cnco \| Reggaetón lento (bailemos) Jadan Andino, Luis Angel O’Neill, Jorge I. Rivera, Eric Perez Soto, Yashua Camacho \| – \| \| 3. November 2017 – 16. November 2017 2 Wochen (insgesamt 4) \| 4 \| Portugal. The Man \| Feel It Still Robert Bateman, Zachary Scott Carothers, Freddie Gorman, John Baldwin Gourley, John Hill, Brian Holland, Eric Andrew Howk, Kyle O’Quin, Jason Wade Sechrist, Asa Taccone \| – \| \| 17. November 2017 – 23. November 2017 1 Woche (insgesamt 4) \| 4 \| Cnco \| Reggaetón lento (bailemos) Jadan Andino, Luis Angel O’Neill, Jorge I. Rivera, Eric Perez Soto, Yashua Camacho \| – \| \| 24. November 2017 – 6. Dezember 2017 2 Wochen (insgesamt 4) \| 4 \| Portugal. The Man \| Feel It Still Robert Bateman, Zachary Scott Carothers, Freddie Gorman, John Baldwin Gourley, John Hill, Brian Holland, Eric Andrew Howk, Kyle O’Quin, Jason Wade Sechrist, Asa Taccone \| – \| \| 7. Dezember 2017 – 1. Februar 2018 8 Wochen \| 8 \| Camila Cabello \| Havana Louis Russell Bell, Camila Cabello, Adam Feeney, Brittany Hazzard, Brian D. Lee, Brandon Perry, Alexandra Leah Tamposi, Jeffrey Williams, Pharrell Williams, Andrew Wotman \| – \| |                                                                                     |                                                                                     | |                           |
| ← 2016 |                                                                                     |                                                                                     | | → 2018 →                  |
| Zeitraum | Wo. ges.                                                                            | Interpret                                                                           | Titel Autor(en) | Zusätzliche Informationen |
| (Zeitraum, Wochen auf Platz eins, Interpret, Titel, Autor[en], zusätzliche Informationen) |                                                                                     |                                                                                     | |                           |
| 5. Januar 2017 – 19. Januar 2017 2 Wochen | 2                                                                                   | Clean Bandit feat. Sean Paul & Anne-Marie                                           | Rockabye Jack Patterson, Steve Mac, Ammar Malik, Ina Wroldsen, Sean Paul Henriques | –                         |
| 20. Januar 2017 – 26. Januar 2017 1 Woche | 1                                                                                   | DJ Volkan Uça feat. Merih Gürlük                                                    | İstanbul | –                         |
| 20. Januar 2017 – 6. April 2017 11 Wochen | 11                                                                                  | Ed Sheeran                                                                          | Shape of You Ed Sheeran, Steve Mac, Johnny McDaid, Kandi Burruss, Tameka Cottle, Kevin Briggs                                                                                          | –                         |
| 7. April 2017 – 22. Juni 2017 11 Wochen (insgesamt 12) | 12                                                                                  | Luis Fonsi feat. Daddy Yankee                                                       | Despacito Luis Rodríguez, Erika Ender, Ramón Ayala | –                         |
| 23. Juni 2017 – 29. Juni 2017 1 Woche (insgesamt 4) | 4                                                                                   | Pascal Junior                                                                       | Holdin’ On Vlad Pascal Cotan | –                         |
| 30. Juni 2017 – 6. Juli 2017 1 Woche (insgesamt 12) | 12                                                                                  | Luis Fonsi feat. Daddy Yankee                                                       | Despacito Luis Rodríguez, Erika Ender, Ramón Ayala | –                         |
| 7. Juli 2017 – 27. Juli 2017 3 Wochen (insgesamt 4) | 4                                                                                   | Pascal Junior                                                                       | Holdin’ On Vlad Pascal Cotan | –                         |
| 28. Juli 2017 – 21. September 2017 8 Wochen | 8                                                                                   | DJ Khaled feat. Rihanna & Bryson Tiller                                             | Wild Thoughts Jahron Anthony Brathwaite, Khaled Khaled, Robyn Fenty, Bryson Tiller, Jerry Duplessis, Wyclef Jean, Tari, Raul Rekow, Marvin Moore-Hough, Carlos Santana                 | –                         |
| 22. September 2017 – 5. Oktober 2017 2 Wochen (insgesamt 3) | 3                                                                                   | Dua Lipa                                                                            | New Rules Caroline Ailin, Emily Warren, Ian Kirkpatrick | –                         |
| 6. Oktober 2017 – 19. Oktober 2017 2 Wochen (insgesamt 4) | 4                                                                                   | Cnco                                                                                | Reggaetón lento (bailemos) Jadan Andino, Luis Angel O’Neill, Jorge I. Rivera, Eric Perez Soto, Yashua Camacho                                                                          | –                         |
| 20. Oktober 2017 – 26. Oktober 2017 1 Woche (insgesamt 3) | 3                                                                                   | Dua Lipa                                                                            | New Rules Caroline Ailin, Emily Warren, Ian Kirkpatrick | –                         |
| 27. Oktober 2017 – 2. November 2017 1 Woche (insgesamt 4) | 4                                                                                   | Cnco                                                                                | Reggaetón lento (bailemos) Jadan Andino, Luis Angel O’Neill, Jorge I. Rivera, Eric Perez Soto, Yashua Camacho                                                                          | –                         |
| 3. November 2017 – 16. November 2017 2 Wochen (insgesamt 4) | 4                                                                                   | Portugal. The Man                                                                   | Feel It Still Robert Bateman, Zachary Scott Carothers, Freddie Gorman, John Baldwin Gourley, John Hill, Brian Holland, Eric Andrew Howk, Kyle O’Quin, Jason Wade Sechrist, Asa Taccone | –                         |
| 17. November 2017 – 23. November 2017 1 Woche (insgesamt 4) | 4                                                                                   | Cnco                                                                                | Reggaetón lento (bailemos) Jadan Andino, Luis Angel O’Neill, Jorge I. Rivera, Eric Perez Soto, Yashua Camacho                                                                          | –                         |
| 24. November 2017 – 6. Dezember 2017 2 Wochen (insgesamt 4) | 4                                                                                   | Portugal. The Man                                                                   | Feel It Still Robert Bateman, Zachary Scott Carothers, Freddie Gorman, John Baldwin Gourley, John Hill, Brian Holland, Eric Andrew Howk, Kyle O’Quin, Jason Wade Sechrist, Asa Taccone | –                         |
| 7. Dezember 2017 – 1. Februar 2018 8 Wochen | 8                                                                                   | Camila Cabello                                                                      | Havana Louis Russell Bell, Camila Cabello, Adam Feeney, Brittany Hazzard, Brian D. Lee, Brandon Perry, Alexandra Leah Tamposi, Jeffrey Williams, Pharrell Williams, Andrew Wotman      | –                         |

| ← 2016 ← | Liste der Nummer-eins-Hits in Bulgarien (national) | Liste der Nummer-eins-Hits in Bulgarien (national)                                 | Liste der Nummer-eins-Hits in Bulgarien (national)                                                                                    | 2018 → |
| \| Zeitraum \| Wo. ges. \| Interpret \| Titel Autor(en) \| Zusätzliche Informationen \| \| (Zeitraum, Wochen auf Platz eins, Interpret, Titel, Autor[en], zusätzliche Informationen) \| \| \| \| \| \| ----------------------------------------------------------------------------------------- \| -------- \| ---------------------------------------------------------------------------------- \| ------------------------------------------------------------------------------------------------------------------------------------- \| --------------------------------------------------------------------------------------------------------------------------------------------------------------------------------------------------------------------------------------------------------------------------------------------- \| \| 5. Januar 2017 – 16. Februar 2017 6 Wochen \| 6 \| Pavell & Venci Venc feat. Kristian Kostov Павел и Венци Венц feat. Кристиан Костов \| Vdigam Level Вдигам Level \| – \| \| 17. Februar 2017 – 23. März 2017 5 Wochen \| 5 \| Pavell & Venci Venc feat. Mihaela Fileva Павел и Венци Венц feat. Михаела Филева \| Lyubov Любов \| – \| \| 24. März 2017 – 13. April 2017 3 Wochen (insgesamt 4) \| 4 \| Dara \| Rodena takava Родена такава Nikolay Andonov Nikolov, Pavel Venelinov Nikolov, Darina Nikolaeva Yotova, Ventsislav Ventsislavov Chanov \| Darina Yotova, wie Dara mit vollem Namen heißt, wurde 2015 als Finalistin der Casting-Show X Factor bekannt und hatte im Vorjahr mit K’vo ne chu bereits ihren ersten großen Hit.[1] \| \| 14. April 2017 – 27. April 2017 2 Wochen \| 2 \| VenZy feat. Skandau Вензи feat. СкандаУ \| Shesto chuvstvo Шесто чувство \| – \| \| 28. April 2017 – 4. Mai 2017 1 Woche (insgesamt 4) \| 4 \| Dara \| Rodena takava Родена такава Nikolay Andonov Nikolov, Pavel Venelinov Nikolov, Darina Nikolaeva Yotova, Ventsislav Ventsislavov Chanov \| – \| \| 5. Mai 2017 – 8. Juni 2017 5 Wochen \| 5 \| Kristian Kostow Кристиан Костов \| Beautiful Mess Joacim Bo Persson, Johan Carl Axel Alkenas, Sebastian Arman, Borislav Milanov, Alex Vargas \| Bereits in der Halbfinalwoche des Eurovision Song Contest 2017 stieg dieser bulgarische Beitrag an die Spitze. Im ESC-Finale kam das Lied des damals mit 17 Jahren jüngsten Teilnehmers auf Platz 2 und war damit der erfolgreichste Beitrag seines Landes in der Geschichte des Wettbewerbs. \| \| 9. Juni 2017 – 15. Juni 2017 1 Woche \| 1 \| Michaela Marinova Михаела Маринова \| Edin sreshtu drug Един срещу друг \| – \| \| 16. Juni 2017 – 17. August 2017 9 Wochen (insgesamt 10) \| 10 \| Krisko Криско \| Bazooka \| – \| \| 18. August 2017 – 31. August 2017 2 Wochen (insgesamt 4) \| 4 \| Gery-Nikol feat. 100 Kila Гери-Никол feat. 100 Кила \| Napra’o gi ubivam Напра'о ги убивам \| Gery-Nikol Georgieva ist die zweite X-Factor-Teilnehmerin, die in diesem Jahr Platz 1 erreicht. Im Sommer 2015 hatte sie ihren ersten Hit zusammen mit Krisko, dessen Lauf an der Chartspitze sie für zwei Wochen unterbrach.[2] \| \| 1. September 2017 – 7. September 2017 1 Woche (insgesamt 10) \| 10 \| Krisko Криско \| Bazooka \| – \| \| 8. September 2017 – 14. September 2017 1 Woche \| 1 \| Nevena Peĭkova Невена Пейкова \| Tryabvash mi speshno Трябваш ми спешно Nevena Peĭkova, Borislav Tonev, Preslav Borislavov, Ralitsa Staneva \| Und die dritte X-Factor-Sängerin schafft es an die Spitze. Peĭkova war mit Marinova zusammen bereits 2014 in der Show gewesen.[3] \| \| 15. September 2017 – 28. September 2017 2 Wochen (insgesamt 4) \| 4 \| Gery-Nikol feat. 100 Kila Гери-Никол feat. 100 Кила \| Napra’o gi ubivam Напра'о ги убивам \| – \| \| 29. September 2017 – 14. Dezember 2017 11 Wochen \| 11 \| Dara \| Nedeĭ Недей \| – \| \| 15. Dezember 2017 – 1. März 2018 11 Wochen \| 11 \| Fabrizio Parisi & Miyan feat. Belonogo \| Sunbeams \| – \| |                                                    |                                                                                    | | |
| ← 2016 |                                                    |                                                                                    | | → 2018 → |
| Zeitraum | Wo. ges.                                           | Interpret                                                                          | Titel Autor(en) | Zusätzliche Informationen |
| (Zeitraum, Wochen auf Platz eins, Interpret, Titel, Autor[en], zusätzliche Informationen) |                                                    |                                                                                    | | |
| 5. Januar 2017 – 16. Februar 2017 6 Wochen | 6                                                  | Pavell & Venci Venc feat. Kristian Kostov Павел и Венци Венц feat. Кристиан Костов | Vdigam Level Вдигам Level | – |
| 17. Februar 2017 – 23. März 2017 5 Wochen | 5                                                  | Pavell & Venci Venc feat. Mihaela Fileva Павел и Венци Венц feat. Михаела Филева   | Lyubov Любов | – |
| 24. März 2017 – 13. April 2017 3 Wochen (insgesamt 4) | 4                                                  | Dara                                                                               | Rodena takava Родена такава Nikolay Andonov Nikolov, Pavel Venelinov Nikolov, Darina Nikolaeva Yotova, Ventsislav Ventsislavov Chanov | Darina Yotova, wie Dara mit vollem Namen heißt, wurde 2015 als Finalistin der Casting-Show X Factor bekannt und hatte im Vorjahr mit K’vo ne chu bereits ihren ersten großen Hit. |
| 14. April 2017 – 27. April 2017 2 Wochen | 2                                                  | VenZy feat. Skandau Вензи feat. СкандаУ                                            | Shesto chuvstvo Шесто чувство | – |
| 28. April 2017 – 4. Mai 2017 1 Woche (insgesamt 4) | 4                                                  | Dara                                                                               | Rodena takava Родена такава Nikolay Andonov Nikolov, Pavel Venelinov Nikolov, Darina Nikolaeva Yotova, Ventsislav Ventsislavov Chanov | – |
| 5. Mai 2017 – 8. Juni 2017 5 Wochen | 5                                                  | Kristian Kostow Кристиан Костов                                                    | Beautiful Mess Joacim Bo Persson, Johan Carl Axel Alkenas, Sebastian Arman, Borislav Milanov, Alex Vargas                             | Bereits in der Halbfinalwoche des Eurovision Song Contest 2017 stieg dieser bulgarische Beitrag an die Spitze. Im ESC-Finale kam das Lied des damals mit 17 Jahren jüngsten Teilnehmers auf Platz 2 und war damit der erfolgreichste Beitrag seines Landes in der Geschichte des Wettbewerbs. |
| 9. Juni 2017 – 15. Juni 2017 1 Woche | 1                                                  | Michaela Marinova Михаела Маринова                                                 | Edin sreshtu drug Един срещу друг | – |
| 16. Juni 2017 – 17. August 2017 9 Wochen (insgesamt 10) | 10                                                 | Krisko Криско                                                                      | Bazooka | – |
| 18. August 2017 – 31. August 2017 2 Wochen (insgesamt 4) | 4                                                  | Gery-Nikol feat. 100 Kila Гери-Никол feat. 100 Кила                                | Napra’o gi ubivam Напра'о ги убивам                                                                                                   | Gery-Nikol Georgieva ist die zweite X-Factor-Teilnehmerin, die in diesem Jahr Platz 1 erreicht. Im Sommer 2015 hatte sie ihren ersten Hit zusammen mit Krisko, dessen Lauf an der Chartspitze sie für zwei Wochen unterbrach.                                                                 |
| 1. September 2017 – 7. September 2017 1 Woche (insgesamt 10) | 10                                                 | Krisko Криско                                                                      | Bazooka | – |
| 8. September 2017 – 14. September 2017 1 Woche | 1                                                  | Nevena Peĭkova Невена Пейкова                                                      | Tryabvash mi speshno Трябваш ми спешно Nevena Peĭkova, Borislav Tonev, Preslav Borislavov, Ralitsa Staneva                            | Und die dritte X-Factor-Sängerin schafft es an die Spitze. Peĭkova war mit Marinova zusammen bereits 2014 in der Show gewesen. |
| 15. September 2017 – 28. September 2017 2 Wochen (insgesamt 4) | 4                                                  | Gery-Nikol feat. 100 Kila Гери-Никол feat. 100 Кила                                | Napra’o gi ubivam Напра'о ги убивам                                                                                                   | – |
| 29. September 2017 – 14. Dezember 2017 11 Wochen | 11                                                 | Dara                                                                               | Nedeĭ Недей | – |
| 15. Dezember 2017 – 1. März 2018 11 Wochen | 11                                                 | Fabrizio Parisi & Miyan feat. Belonogo                                             | Sunbeams | – |